# Vervoerseenheid
Een vervoerseenheid is binnen het goederenvervoer een belaadbare eenheid voor het vervoer van goederen en producten. Vanuit een verlader gezien is een vervoerseenheid een laadruimte van een voertuig of wagon. 
In een vervoerseenheid kunnen zich meerdere transporteenheden (zoals een pallet) bevinden.
Voorbeelden van vervoerseenheden zijn: containerwagen, gesloten wagen en goederenwagon.